# Amauroderma coltricioides
Amauroderma coltricioides är en svampart som beskrevs av T.W. Henkel, Aime & Ryvarden 2003. Amauroderma coltricioides ingår i släktet Amauroderma och familjen Ganodermataceae.   Inga underarter finns listade i Catalogue of Life.